# Caiac canoe la Jocurile Olimpice de vară din 1968

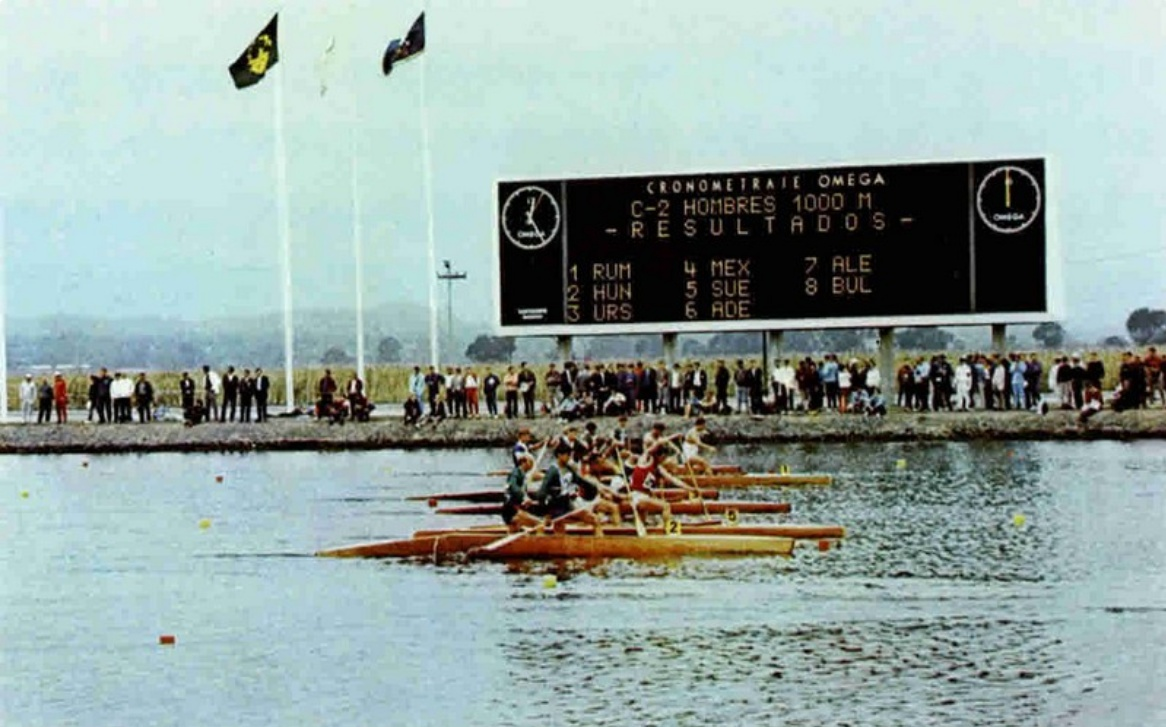
Serghei Covaliov și Ivan Patzaichin au câștigat medalia de aur la C-2 1000 m

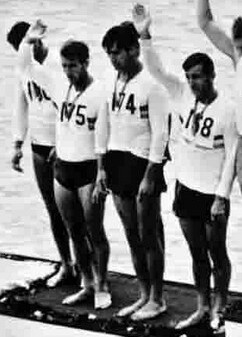
Anton Calenic, Haralambie Ivanov, Dimitrie Ivanov și Mihai Țurcaș au obținut medalia de argint la K-4 1000 m

Probele sportive de caiac-canoe la Jocurile Olimpice de vară din 1968 au avut loc în perioada 22–25 octombrie la Pista Olímpico Virgilio Uribe.

## Rezultate

### Sprint
Masculin
| Probă              | Aur                                                                  | Aur     | Argint                                                                       | Argint  | Bronz                                                                   | Bronz   |
| C-1 1000 m detalii | Tibor Tatai (HUN)                                                    | 4:36,14 | Detlef Lewe (FRG)                                                            | 4:38,31 | Vitali Galkov (URS)                                                     | 4:40,42 |
| C-2 1000 m detalii | Ivan Patzaichin Serghei Covaliov (ROU)                               | 4:07,18 | Tamás Wichmann Gyula Petrikovics (HUN)                                       | 4:08,77 | Naum Prokupets Mihail Zamotin (URS)                                     | 4:11,30 |
| K-1 1000 m detalii | Mihály Hesz (HUN)                                                    | 4:02,63 | Aleksandr Șaparenko (URS)                                                    | 4:03,58 | Erik Hansen (DEN)                                                       | 4:04,39 |
| K-2 1000 m detalii | Aleksandr Șaparenko Vladimir Morozov (URS)                           | 3:37,54 | Csaba Giczy István Timár (HUN)                                               | 3:38,44 | Gerhard Siebold Günther Pfaff (AUT)                                     | 3:40,71 |
| K-4 1000 m detalii | Norvegia · Steinar Amundsen · Tore Berger · Egil Søby · Jan Johansen | 3:14,38 | România · Anton Calenic · Haralambie Ivanov · Dimitrie Ivanov · Mihai Țurcaș | 3:14,81 | Ungaria · Csaba Giczy · Imre Szöllősi · István Timár · István Csizmadia | 3:15,10 |

Feminin
| Probă             | Aur                                       | Aur     | Argint                              | Argint  | Bronz                                    | Bronz   |
| K-1 500 m detalii | Liudmila Pinaeva (URS)                    | 2:11,09 | Renate Breuer (FRG)                 | 2:12,71 | Viorica Dumitru (ROU)                    | 2:13,22 |
| K-2 500 m detalii | Annemarie Zimmermann Roswitha Esser (FRG) | 1:56,44 | Anna Pfeffer Katalin Rozsnyói (HUN) | 1:58,60 | Liudmila Pinaeva Antonina Seredina (URS) | 1:58,61 |

## Clasament pe medalii
| Loc   | Țară              | Aur | Argint | Bronz | Total |
| ----- | ----------------- | --- | ------ | ----- | ----- |
| 1     | Ungaria           | 2   | 3      | 1     | 6     |
| 2     | Uniunea Sovietică | 2   | 1      | 3     | 6     |
| 3     | Germania de Vest  | 1   | 2      | –     | 3     |
| 4     | România           | 1   | 1      | 1     | 3     |
| 5     | Norvegia          | 1   | –      | –     | 1     |
| 6     | Danemarca         | –   | –      | 1     | 1     |
| 6     | Austria           | –   | –      | 1     | 1     |
| Total | Total             | 7   | 7      | 7     | 21    |